# Trogir
Trogir este un oraș în cantonul Split-Dalmația, Croația, având o populație de 13.192 de locuitori (2011).

## Demografie
Componența etnică a orașului Trogir
     Croați (96,99%)
     Necunoscut (0,17%)
     Neclasificat (2,48%)
Componența confesională a orașului Trogir
     Catolici (91,56%)
     Fără religie și atei (3,41%)
     Necunoscută (2,27%)
     Alte religii (2,76%)
Conform recensământului din 2011, orașul Trogir avea 13.192 de locuitori. Din punct de vedere etnic, majoritatea locuitorilor (96,99%) erau croați. Apartenența etnică nu este cunoscută în cazul a 0,17% din locuitori. Din punct de vedere confesional, majoritatea locuitorilor (91,56%) erau catolici, cu o minoritate de persoane fără religie și atei (3,41%). Pentru 2,27% din locuitori nu este cunoscută apartenența confesională.